# Made in Italy/Questa sera
Made in Italy/Questa sera è un singolo del gruppo musicale italiano Ricchi e Poveri, uscito nel 1982 su etichetta Baby Records.
Questo 45 giri è l'ultimo dei quattro singoli tratti dall'album E penso a te, pubblicato dai Ricchi e Poveri nel 1981, ed esce anche in Francia, Germania, Svizzera, Austria e Belgio nella versione italiana, e in Spagna adattato in lingua. Il singolo precedente era la famosa canzone Come vorrei.
Entrambe, piuttosto note fra le canzoni della band, sono state scritte da Dario Farina, che ha collaborato nella realizzazione della prima con Cristiano Minellono e Gian Piero Reverberi, e della seconda con Pupo (già autore per i Ricchi e Poveri della hit Sarà perché ti amo) ed Ezio Maria Picciotta.

## Made in Italy
Made in Italy, inciso sul lato A, è un brano ballabile in cui si intrecciano diverse tonalità con suggestive alternanze tra le tre voci ed un ritornello dal ritmo trascinante. Il testo descrive una vacanza trascorsa in Italia, al termine della quale rimarrà (il suo "souvenir d'Italie") il ricordo del mare del Bel Paese e di un amore fugace e passeggero.
In Spagna viene interpretato in spagnolo e compreso nel lato B del singolo Esta noche acquisendo il nuovo titolo Cherie cherie.
Nel 1985 il pezzo viene compreso nella compilation Bimbomix "Vacanze", edita Baby Records.
Successivamente vengono realizzate dai Ricchi e Poveri tre nuove versioni: la prima nell'album I più grandi successi del 1994, poi in Parla col cuore del 1999, ed infine in Perdutamente amore del 2012.

## Questa sera
Questa sera, brano inciso sul lato B, rappresenta una spensierata e ritmata ballata d'amore. Nel 1984 esce anche in Colombia (45 giri) nella versione spagnola, testo di Francisco Dondiego, col titolo di Esta noche (sul lato B c'è Hasta la vista) (Codiscos Internacional – 31400447) ed inserita nella raccolta del 1985 Grandes éxitos pubblicato in Colombia (Codiscos – 214 00484).

## Tracce
- 45 giri – Italia, Francia, Germania, Svizzera, Austria, Belgio (1982)

1. Made in Italy – 3'31" (Cristiano Minellono - Gian Piero Reverberi - Dario Farina) Edizioni musicali Televis/Reverberi
2. Questa sera – 2'39" (Enzo Ghinazzi - Ezio Maria Picciotta - Dario Farina) Edizioni musicali Televis

- 45 giri – Spagna (in lingua spagnola, 1982)

1. Esta noche – 2'39" (Enzo Ghinazzi - Ezio Maria Picciotta - Dario Farina - Luis Gòmez Escolar)
2. Cherie Cherie – 3'31" (Cristiano Minellono - Gian Piero Reverberi - Dario Farina - Luis Gòmez Escolar)

## Crediti
- Ricchi e Poveri (Angela Brambati, Angelo Sotgiu, Franco Gatti): voci
- Gian Piero Reverberi: arrangiamenti e direzione musicale
- "Union Studios" di Monaco di Baviera; "Sound Emporium Studios" di Nashville (U.S.A.): studi di registrazione
- Universal Italia/Televis/Reverberi: edizioni musicali
- Baby Records: produzione

## Classifica

### Posizione massima
| Classifica (1982) | Posizione |
| ----------------- | --------- |
| Italia            | 27        |
| Francia           | 10        |
| Svizzera          | 12        |
| Austria           | 3         |
| Germania          | 6         |

## Dettagli pubblicazione
| Paese  | Data | Etichetta    | Formato | Nº Catalogo |
| ------ | ---- | ------------ | ------- | ----------- |
| Italia | 1982 | Baby Records | 45 giri | BR 50268    |

Pubblicazione & Copyright: 1982 - Baby Records - Milano.

Distribuzione: CGD - Messaggerie Musicali S.p.A. - Milano.